# Trout Creek
Trout Creek – jednostka osadnicza w Stanach Zjednoczonych, w stanie Montana, w hrabstwie Sanders.